# Francoijs Visscher
Francoijs Jacobszoon Visscher (fl. XVII secolo) è stato un cartografo olandese floruit 1642-1643.

## Biografia
Di lui si sa molto poco se non quanto emerge dalle carte geografiche che disegnò accompagnando l'esploratore Abel Tasman nel suo primo viaggio alla scoperta di Australia e Nuova Zelanda, assieme allo stesso Tasman e al mercante olandese Isaack Gilsemans.